# سکالیتسه (ناحیه هرادتس کرالووه)
سکالیتسه (به چکی: Skalice) یک منطقهٔ مسکونی در جمهوری چک است که در ناحیه هرادتس کرالووه واقع شده‌است. سکالیتسه ۸٫۲۹ کیلومتر مربع مساحت و ۵۶۸ نفر جمعیت دارد و ۲۴۲ متر بالاتر از سطح دریا واقع شده‌است.